# Włoski Związek Sportów Lodowych
Włoski Związek Sportów Lodowych (oficjalny skrót FISG, od wł. Federazione Italiana Sport del Ghiaccio) – włoska organizacja sportowa z siedzibą w Mediolanie, założona w 1926 roku, zajmująca się rozwojem i koordynowaniem sportów zimowych na lodzie we Włoszech: curlinga, hokeja na lodzie, ice stocku, łyżwiarstwa figurowego i szybkiego oraz short tracku.

## Historia
Włoski Związek Sportów Lodowych powstała w 1926 roku w Mediolanie w wyniku połączenia Włoskiej Federacji Łyżwiarskiej, Włoskiej Federacji Hokeja na Lodzie i Włoskiej Federacji Bobsleja. W 1933 roku organizacja została połączona z Włoskim Związkiem Narciarskim w celu utworzenia Włoskiego Związku Sportów Zimowych z siedzibą w Rzymie.

## Dyscypliny
Obecnie FISG zajmuje się rozwojem następujących dyscyplin sportowych:
- Curling
- Hokej na lodzie
- Ice stock
- Łyżwiarstwo figurowe
- Łyżwiarstwo szybkie
- Short track
- Paraolimpijskie: curling na wózkach, hokej na lodzie na siedząco

## Prezydenci
| Lp. | Prezydent                         | Okres urzędowania | Okres urzędowania | Uwagi                           |
| --- | --------------------------------- | ----------------- | ----------------- | ------------------------------- |
| 1.  | Alberto Bonacossa                 | 1926              | 1937              |                                 |
| 2.  | Luigi Tornielli di Borgolavezzaro | 1927              | 1933              |                                 |
| 3.  | Renato Ricci                      | 1934              | 1945              | Włoski Związek Sportów Zimowych |
| 4.  | Enrico Calcaterra                 | 1946              | 1952              | Włoski Związek Hokeja na Lodzie |
| 4.  | Remo Vigorelli                    | 1946              | 1952              | Włoska Federacja Łyżwiarska     |
| 5.  | Remo Vigorelli                    | 1952              | 1960              |                                 |
| 6.  | Enrico Calcaterra                 | 1960              | 1972              |                                 |
| 7.  | Mario Pinferi                     | 1972              | 1980              |                                 |
| 8.  | Luciano Rimoldi                   | 1980              | 1992              |                                 |
| 9.  | Paul Seeber                       | 1992              | 1997              |                                 |
| 10. | Giancarlo Bolognini               | 1997              | 2014              |                                 |
| 11. | Andrea Gios                       | 2014              | urzęduje          |                                 |

## Sekretarze generalni
| Lp. | Sekretarz generalny  | Okres urzędowania | Okres urzędowania | Uwagi      |
| --- | -------------------- | ----------------- | ----------------- | ---------- |
| 1.  | Aldo Caroli          | 1952              | 1980              |            |
| 2.  | Federico Saviozzi    | 1980              | 1981              | Regent     |
| 3.  | Raffaele Giacomazza  | 1981              | 1982              | Tymczasowy |
| 4.  | Giorgio Ghersina     | 1982              | 1983              |            |
| 5.  | Nicola Bozzi         | 1983              | 1984              |            |
| 6.  | Federico Saviozzi    | 1984              | 1991              | Regent     |
| 7.  | Roberto Contento     | 1991              | 1994              | Tymczasowy |
| 8.  | Nando Buonomini      | 1994              | 1999              |            |
| 9.  | Giuliano Spingardi   | 1999              | 1999              |            |
| 10. | Gianni Storti        | 1999              | 2001              |            |
| 11. | Alberto Berto        | 2001              | 2003              | Regent     |
| 11. | Alberto Berto        | 2003              | 2015              |            |
| 12. | Ippolito Sanfratello | 2015              | urzęduje          |            |

## Członkowie Rady Związku
| Kadencja  | Prezydent           | Wiceprezydent      | Szefowie departamentów | Szefowie departamentów | Szefowie departamentów | Szefowie departamentów | Szefowie departamentów | Dział techniczny  | Dział sportowy   | Dział sportowy | GAHG          | GUG              | Przedstawiciel Konsultanta Wojskowego | Przedstawiciel Towarzystwa Paraolimpijskiego |
| Kadencja  | Prezydent           | Wiceprezydent      | Curling                | Hokej na lodzie        | Ice stock              | Łyżwiarstwo figurowe   | Łyżwiarstwo szybkie    | Dział techniczny  | Dział sportowy   | Dział sportowy | GAHG          | GUG              | Przedstawiciel Konsultanta Wojskowego | Przedstawiciel Towarzystwa Paraolimpijskiego |
| --------- | ------------------- | ------------------ | ---------------------- | ---------------------- | ---------------------- | ---------------------- | ---------------------- | ----------------- | ---------------- | -------------- | ------------- | ---------------- | ------------------------------------- | -------------------------------------------- |
| 2010–2014 | Giancarlo Bolognini |                    |                        |                        |                        |                        |                        |                   |                  |                |               |                  |                                       |                                              |
| 2014–2018 | Andrea Gios         | Reinhard Zublasing | Luigi Alverà           | Tommaso Teofoli        | Helmuth Waldthaler     | Andrea Angelo Garello  | Sergio Anesi           | Monica Domenicali | Enrico Dorigatti | Alois Romen    | Renzo Stenico | Fabio Bianchetti | ?                                     | ?                                            |
| 2018–2022 | Andrea Gios         | Reinhard Zublasing | Eros Gonin             | Tommaso Teofoli        | Johann Mulser          | Paolo Pizzocari        | Luigi Sartorato        | Monica Domenicali | Angela Menardi   | Luca Lanotte   | Renzo Stenico | Fabio Bianchetti | Gabriele Di Paolo                     | Giuseppe Antonucci                           |

## Historyczne loga

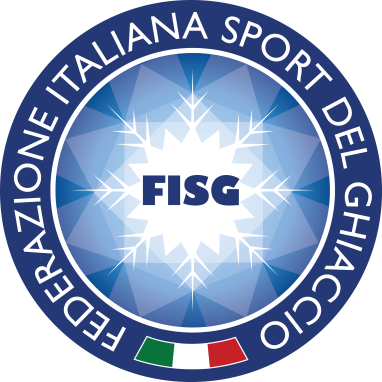
Logo związku od 2018 roku